# Yōta Maejima
Yōta Maejima (jap. 前嶋 洋太, Maejima Yōta; * 12. August 1997 in Yokohama, Präfektur Kanagawa) ist ein japanischer Fußballspieler.

## Karriere
Yōta Maejima erlernte das Fußballspielen in der Jugendmannschaft vom Yokohama FC. Der Verein aus Yokohama spielte in der zweithöchsten Liga des Landes, der J2 League. Hier unterschrieb er 2016 seinen ersten Profivertrag. Die Saison 2018 und 2019 wurde er an Kataller Toyama ausgeliehen. Mit dem Verein aus Toyama spielte er 61-mal in der dritten Liga, der J3 League. Direkt im Anschluss wurde er ab Anfang 2020 an den Zweitligisten Mito Hollyhock nach Mito ausgeliehen. Für Mito stand er 36-mal in der zweiten Liga auf dem Spielfeld. Im Januar 2021 kehrte er nach der Ausleihe nach Yokohama zurück. Am Ende der Saison 2021 belegte er mit dem Verein den letzten Tabellenplatz und musste somit in die zweite Liga absteigen. Nach insgesamt 26 Ligaspielen für Yokohama wechselte er im Januar 2022 zum Erstligisten Avispa Fukuoka. Am 4. November 2023 stand er mit Avispa im Finale des Ligapokals. Hier besiegte man die Urawa Red Diamonds mit 2:1.

## Erfolge
Avispa Fukuoka
- Japanischer Ligapokalsieger: 2023